# 散楽
散楽（さんがく）は、日本の奈良時代に大陸から移入された、物真似や軽業・曲芸、奇術、幻術、人形まわし、踊りなど、娯楽的要素の濃い芸能の総称。日本の諸芸能のうち、演芸など大衆芸能的なものの起源とされている。

## 歴史

### 移入期
起源は西域の諸芸能とされる。何世紀にも亘って、中央アジア、西アジア、アレクサンドリアや古代ギリシア、古代ローマなどの芸能が、シルクロード経由で徐々に中国に持ち込まれていった。それら諸芸の総称として、また、宮廷芸能である雅楽に対するものとして、「一定の決まりのない不正規な音楽」の意で中国の隋代に「散楽」と名付けられたというが、実際にはもっと古く、周や漢の時代には既に散楽と呼ばれる民間の俗楽（古散楽）が行われていたとも言われている。後漢以降の時代には、火を吐く、刀を飲む、水に潜り魚の真似をするなどの奇抜な曲芸から、隋や唐では百戯とも称された。
日本へは奈良時代に、他の大陸文化と共に移入された。しかしそれより以前に、大陸から渡っていた可能性も否定できない。
日本における散楽の歴史を紐解く上で資料となるのは、それが宮中で行われていた時代の史書『続日本紀』や『日本三代実録』などである。『続日本紀』には、天平7年（735年）に聖武天皇が、唐人による唐・新羅の音楽の演奏と弄槍の軽業芸を見たという記述がある。これが、散楽についての最初の記録とされる。天平年間のいずれかに、雅楽寮に散楽戸がおかれ、朝廷によって保護される芸能となった。天平勝宝4年（752年）の東大寺大仏開眼供養法会には、他の芸能と共に散楽が奉納された。しかしその庶民性の強さや猥雑さからか、桓武天皇の時代、延暦元年（782年）に散楽戸制度は廃止された。

### 散楽戸廃止以降
とはいえ宮中で全く演じられなくなったわけではない。平安時代になると、宴席で余興的に行われるようになった。例えば『日本三代実録』によると、承和3年（837年）に仁明天皇が、弄玉、弄刀（今で言うジャグリングのような曲芸）の散楽を演じさせたとの記録がある。他にも『日本三代実録』には、御霊会などの余興として散楽が演じられたとする記述があって注目されるが、中でも元慶4年（880年）に相撲節会の余興として演じられた散楽は、演者がほとんど馬鹿者のようで、人々を大いに笑わせたとある。当時の散楽師が曲芸だけでなく、今の狂言に通じる滑稽物真似的な芸もしていたことが窺える貴重な記録である。
散楽戸の廃止で朝廷の保護を外れたことにより、散楽は寺社や街頭などで以前より自由に演じられ、庶民の目に触れるようになっていった。そして都で散楽を見た地方出身者らによって、日本各地に広まっていった。やがて各地を巡り散楽を披露する集団も現れ始めた。こういった集団は後に、猿楽や田楽の座に、あるいは漂泊の民である傀儡師たちに、吸収、あるいは変質していった。
応和3年（963年）、村上天皇により、宮中では散楽の実演は全く行われなくなった。以降、散楽という言葉に集約される雑芸群は、民間に広まった様々な職業芸能に引き継がれていく。鎌倉時代に入ると、散楽という言葉もほとんど使われなくなった。

### その後の系譜
散楽のうちの物真似芸を起源とする猿楽は、後に観阿弥、世阿弥らによって能へと発展した。曲芸的な要素の一部は、後に歌舞伎に引き継がれた。滑稽芸は狂言や笑いを扱う演芸になり、独自の芸能文化を築いていった。奇術は近世初期に日本式の手品である和妻（手妻）となった。散楽のうち人形を使った諸芸は傀儡（くぐつ）となり、やがて人形浄瑠璃（文楽）へと引き継がれていった。このように、散楽が後世の芸能に及ぼした影響には計り知れないものがある。